# Horní Libchavy
Horní Libchavy (německy Ober Lichwe) je část obce Libchavy v okrese Ústí nad Orlicí. Nachází se na severu Libchav. Prochází zde silnice I/14. V roce 2009 zde bylo evidováno 239 adres. Trvale zde  žije 756 obyvatel.
Horní Libchavy je také název katastrálního území o rozloze 6,14 km². Kromě něj leží Horní Libchavy také v katastrálním území Prostřední Libchavy o rozloze 2,54 km².

## Historie
První písemná zmínka o obci pochází z roku 1360.

## Pamětihodnosti
- Sochy Panna Marie Immaculata, sv. Jan Nepomucký, sv. Metoděj stojí při čp. 138, při silnici